# ロアゾン・パルク
ロアゾン・パルク（Roazhon Park）は、フランス・イル＝エ＝ヴィレーヌ県レンヌにあるサッカースタジアム。収容人数は20,519人。

## 概要
完成は1912年。リーグ・アンのスタッド・レンヌの本拠地として使用している。
過去にはフランス代表の親善試合や2019 FIFA女子ワールドカップが開催された。

## ギャラリー

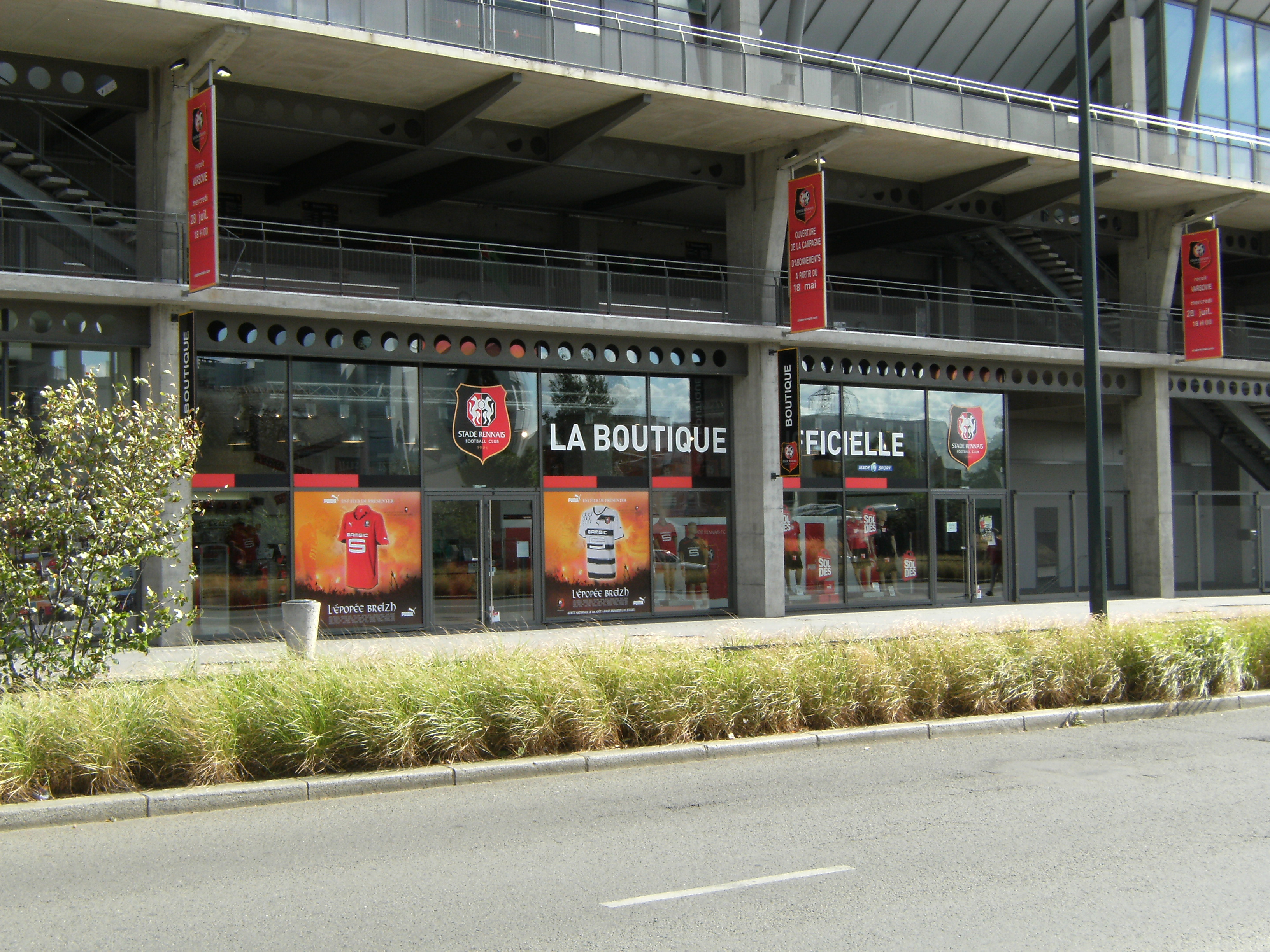
公式ストア
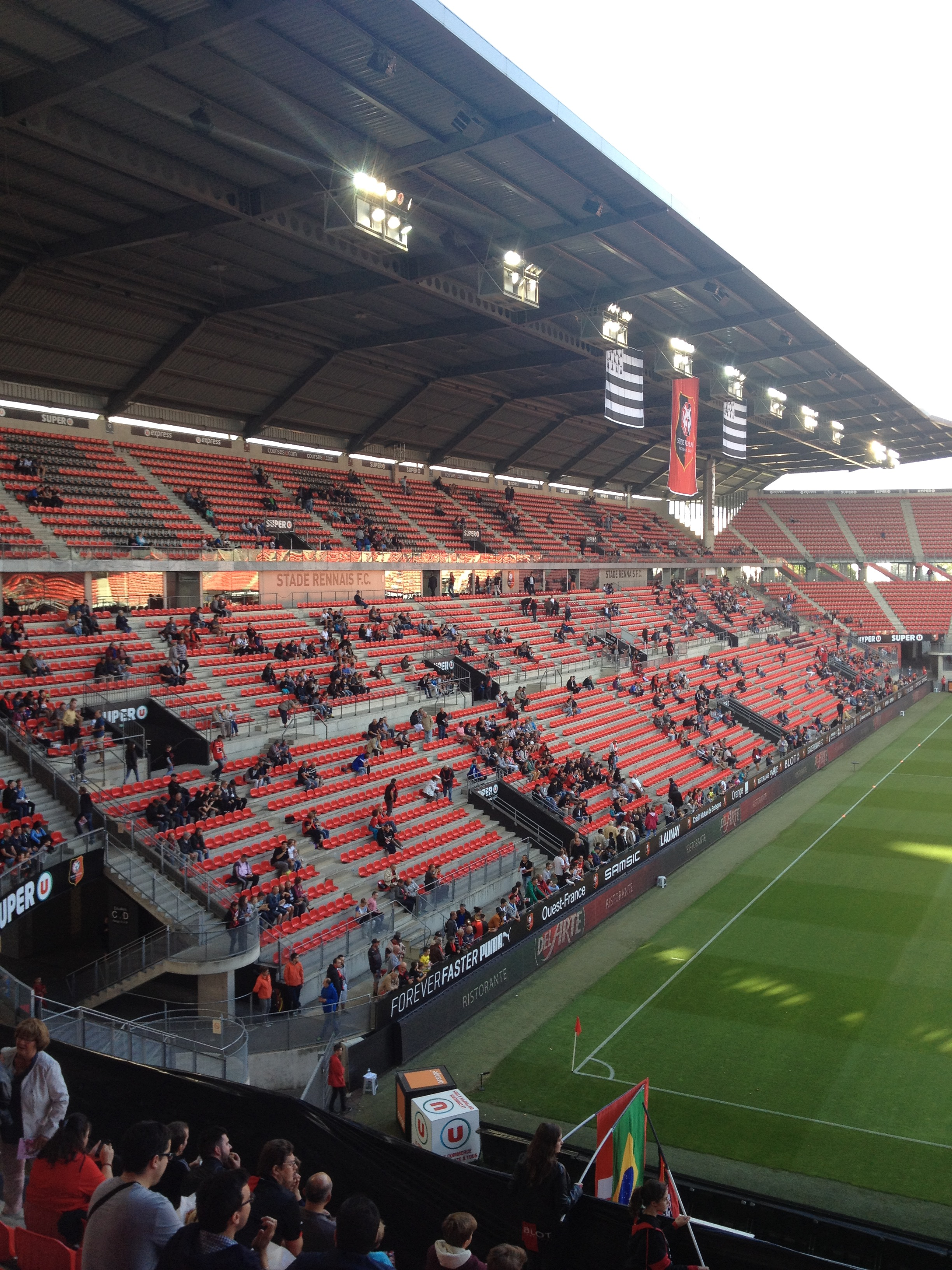
試合前のスタンド
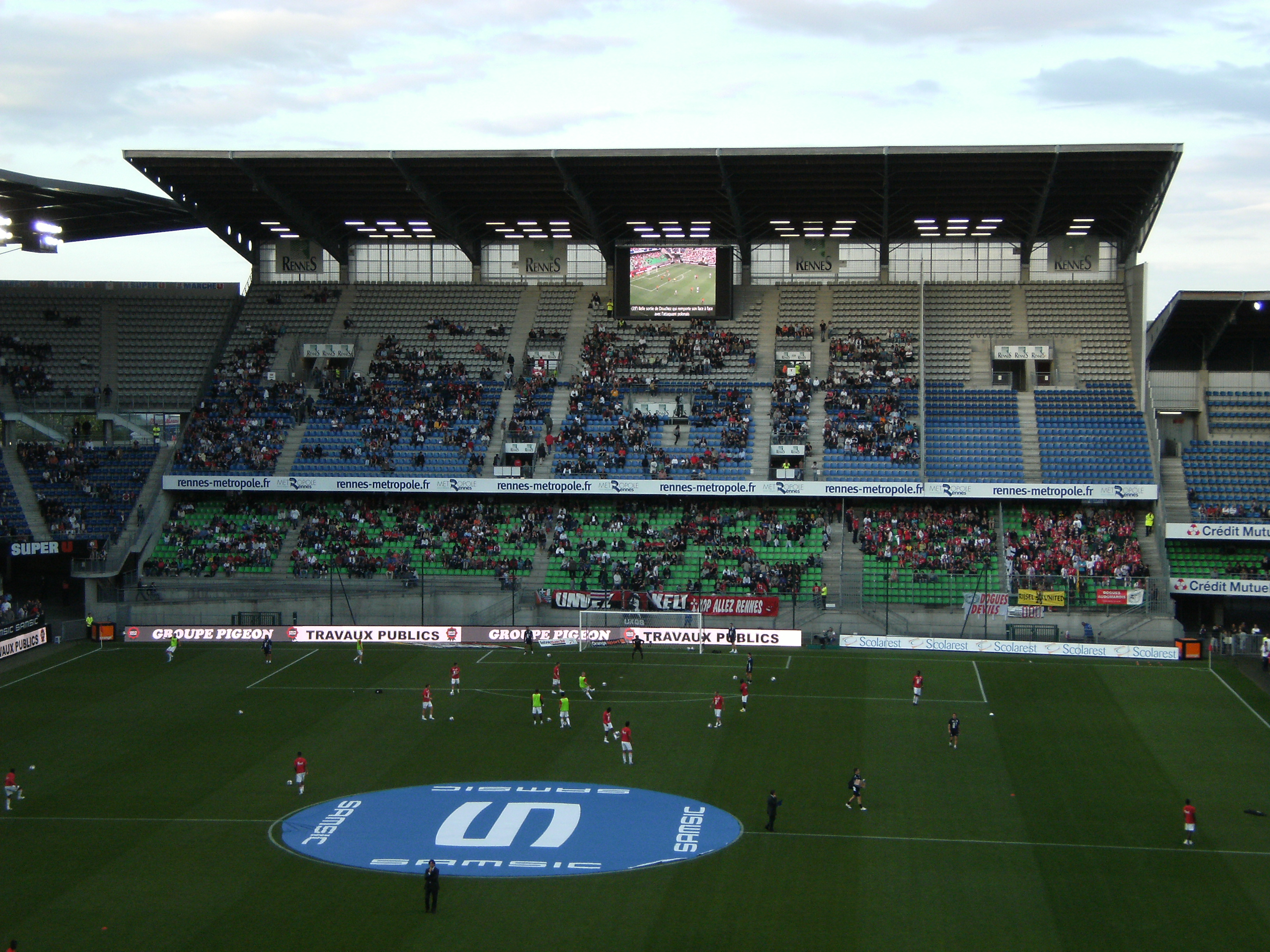
右側にあるビジターエリアと巨大なスクリーン